# Ribbon (M!LKの曲)
「Ribbon」（リボン）は、日本のボーカルダンスユニット・M!LKの通算12枚目、メジャーデビュー後1枚目となるシングル。
2021年11月24日にColourful Recordsから発売された。

## 収録曲

### CD
1. Ribbon [4:26]
作詞：園田健太郎、作曲：すみだしんや、編曲：eimi
2. 夢路 [4:05]
作詞：M!LK、作曲：家原正樹・NA.ZU.NA、編曲：浅野尚志
  - 初回限定盤A/Bのみ
3. 夜明け [3:08]
作詞・作曲：柴山慧、編曲：川口圭太
  - 通常盤のみ

### Blu-ray
1. M!LK 夏の大強化合宿2021 ～メジャーデビューまでのカウントダウン～
  - 初回限定盤Aのみ

1. Ribbon (from M!LK LIVE in 夏合宿～おれらメジャーデビューするってよ～)
2. HOME (from M!LK LIVE in 夏合宿～おれらメジャーデビューするってよ～)
3. 密着 M!LK (2021.08.25)
  - 初回限定盤Bのみ

## 収録アルバム
- Jewel